# Tomáškův vodní mlýn
Tomáškův vodní mlýn (Musilův, Bubenescher Mühle) je vodní mlýn v obci Lukavec v okrese Pelhřimov, který stojí na Kateřinském potoce. Je chráněn jako nemovitá kulturní památka České republiky. Předmětem památkové ochrany je budova mlýna č.p. 87 se stodolou a s hrází rybníčka s pozemky původní parc.č. 169/1 a 169/2.

## Historie
Obilný vodní mlýn je zakreslen na mapě I. vojenského mapování z let 1764–1768. Roku 1890 jej v odhadní ceně 1823 zlatých vydražil jeho budoucí majitel mlynář Tomášek.

## Popis
Nevelký mlýn stojí ve svažitém terénu nad Kateřinským potokem. Mlýnice a dům umístěné pod jednou střechou jsou dispozičně oddělené; jsou pokryty sedlovou střechou. Objekt je zděný, přízemní, jeho jádro je z masivního lomového zdiva. K obdélné budově mlýna přiléhá na jižní straně lednice. Vstupní průčelí a průčelí ze strany údolí s potokem je mimořádně vysoké; vstup je přes dřevěnou verandu. Hospodářské stavby jsou novodobé a situované východně od mlýna.
Uvnitř budovy zůstalo zachováno takzvané „mlýnské složení“. Voda k mlýnskému kolu tekla propustí v patě hráze malého rybníka nad mlýnem. Roku 1930 zde bylo jedno kolo na svrchní vodu o průtoku 0,065 m³/s, spádu 6 metrů a výkonu 3,4 HP. Dochována zůstala válcová stolice s jedním párem rýhovaných válců v litinové skříni.